# Pointe de la Fontaine
La pointe de la Fontaine est un cap de Guadeloupe situé à Anse-Bertrand. 

## Géographie
Il se situe au nord-est de la pointe Plate et au sud de l'anse Colas, elle-même échancrure de l'anse Fontaine, sur le trajet de la trace du Grand Cul-de-sac marin.

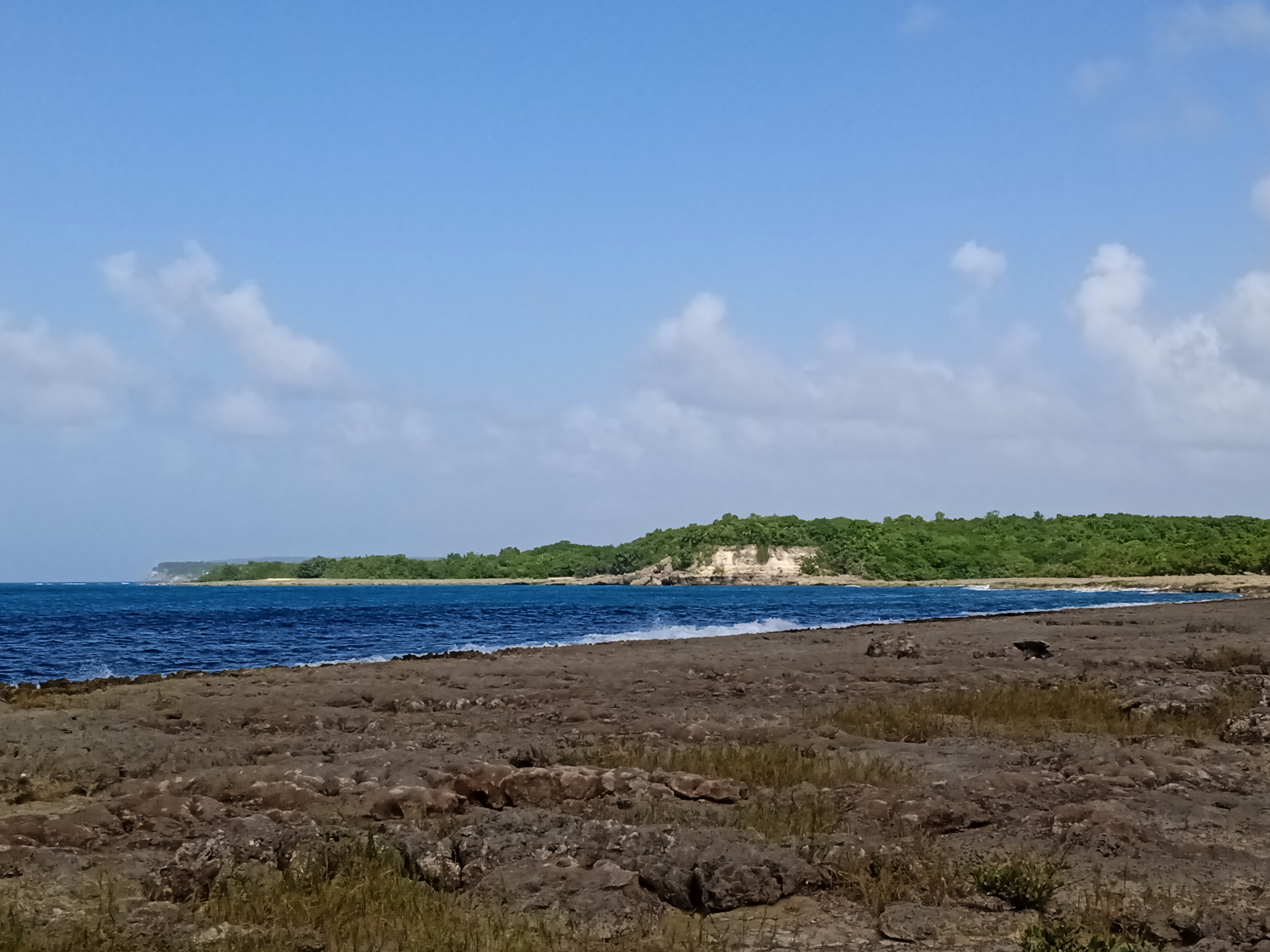
Anse Fontaine.
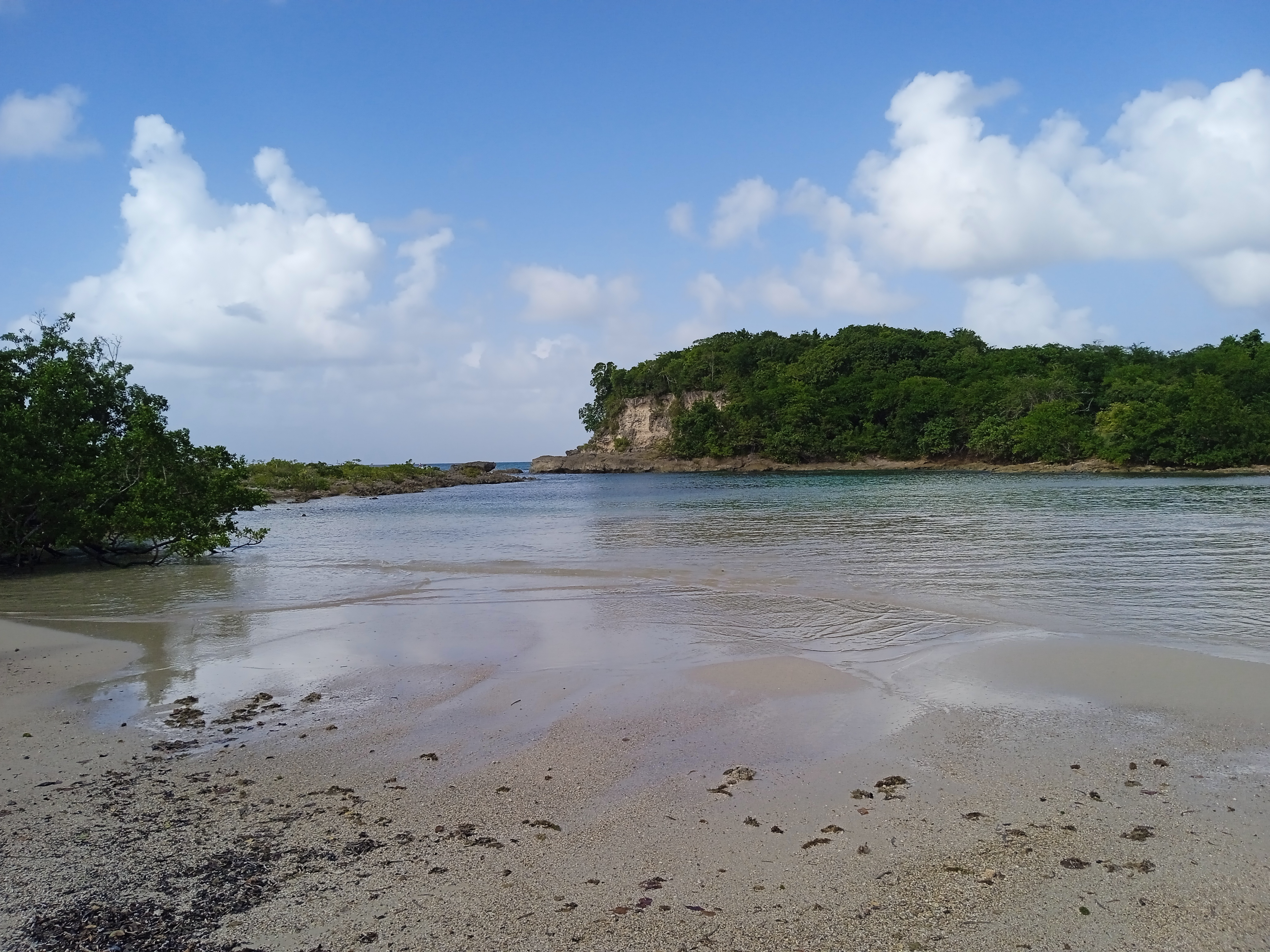
Anse Colas.
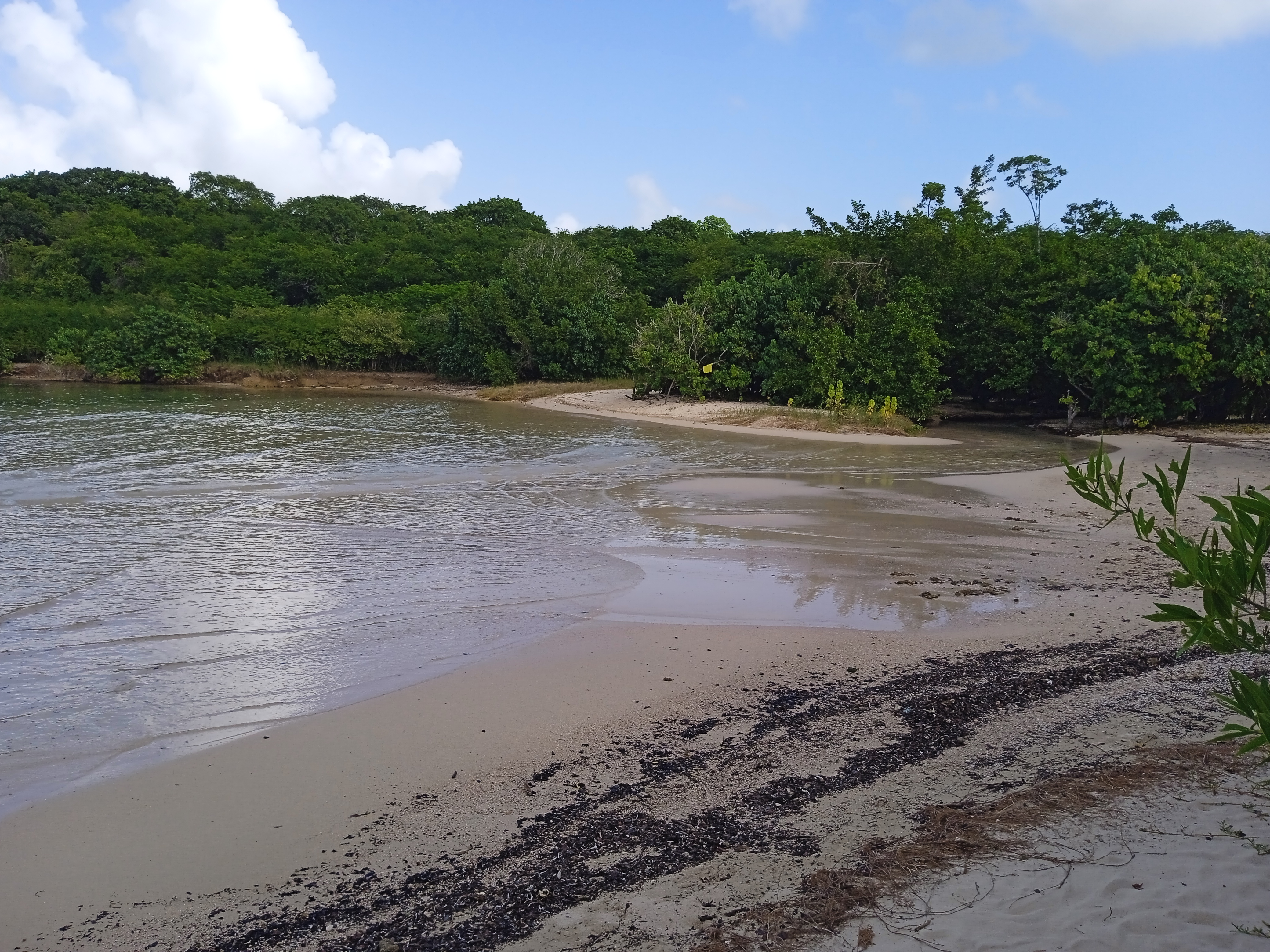
Embouchure de ravine à anse Colas.